# Galium verticillatum
Galium verticillatum är en måreväxtart som beskrevs av Danthoine och Jean-Baptiste de Lamarck. Galium verticillatum ingår i släktet måror, och familjen måreväxter. Inga underarter finns listade i Catalogue of Life.